# Jessica Stroup

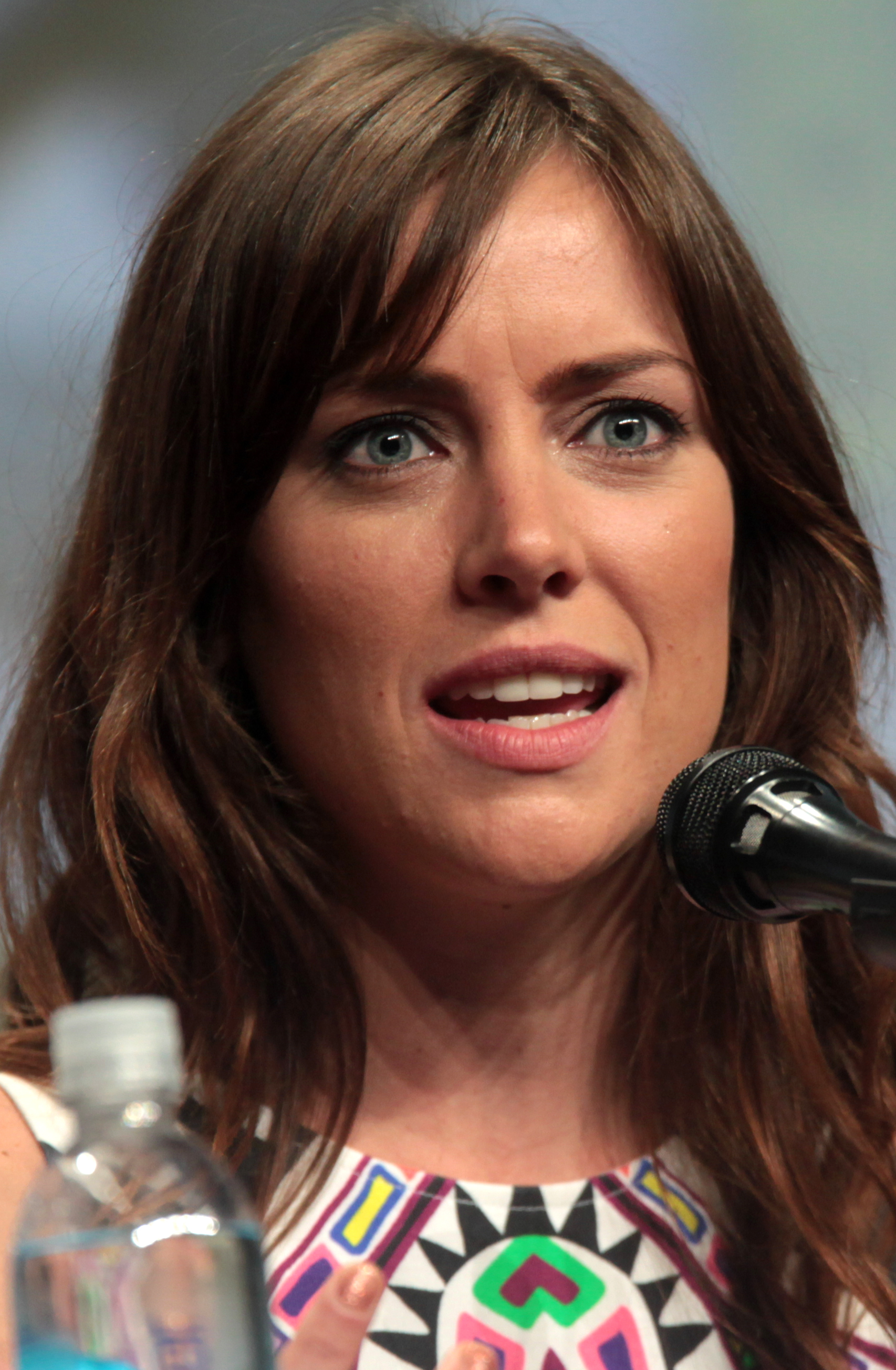
Jessica Stroup (2014)

Jessica Leigh Stroup (* 23. Oktober 1986 in Anderson, South Carolina) ist eine US-amerikanische Schauspielerin, die vor allem durch ihre Rollen in den Fernsehserien Reaper – Ein teuflischer Job (2007–2008) und 90210 (2008–2013) bekannt wurde.

## Karriere
Ihren ersten professionellen Gastauftritt absolvierte Jessica Stroup mit 19 Jahren in der Fernsehserie Unfabulous. Es folgten Rollen in den Serien Girlfriends, Grey’s Anatomy und True Blood. 2008 war sie zudem im Cast des Films Prom Night. Von September 2008 bis Mai 2013 spielte sie als eine der Hauptdarstellerinnen in der Serie 90210 mit. Im August 2013 wurde ihre Verpflichtung für die Fox-Serie The Following bekannt, wo sie von 2014 bis 2015 die Rolle der Max Hardy – der Nichte von Ryan Hardy (Kevin Bacon) – übernahm. 2017 bis 2018 spielte sie Joy Meachum – eine der Hauptrollen – in der Netflix-Marvel-Serie Marvel’s Iron Fist.

## Filmografie (Auswahl)

### Filme
- 2005: Vampire Bats
- 2006: Der Date Profi (School for Scoundrels)
- 2006: Left in Darkness – Dämonen der Dunkelheit (Left in Darkness)
- 2007: Broken
- 2007: Pray for Morning
- 2007: The Hills Have Eyes 2
- 2007: This Christmas
- 2008: Prom Night
- 2008: The Informers
- 2009: Besessen – Fesseln der Eifersucht (Homecoming)
- 2012: Ted
- 2016: Jack Reacher: Kein Weg zurück (Jack Reacher: Never Go Back)
- 2016: Youth (Kurzfilm)

### Fernsehserien
- 2005: Unfabulous (Folge 2x05)
- 2006: Girlfriends (Folge 6x15)
- 2006: Zoey 101 (Folge 2x09)
- 2007: Grey’s Anatomy (Folge 3x13)
- 2007: October Road (Folge 2x05)
- 2007–2008: Reaper – Ein teuflischer Job (Reaper, 4 Folgen)
- 2008: True Blood (Folge 1x01)
- 2008–2013: 90210 (114 Folgen)
- 2011–2013: Family Guy (3 Folgen, Stimme)
- 2014–2015: The Following (30 Folgen)
- 2017: You’re the Worst (2 Folgen)
- 2017–2018: Marvel’s Iron Fist (23 Folgen)